# Хелин
Хелин (норв. Helin) — озеро в Норвегии.
Расположено в коммунах Вестре-Слидре и Ванг графства Иннландета. Площадь озера 9,5 км², длина — 12 км, ширина — 1,2 км. Запас воды 18,6 млн м³. Находится на высоте 868 м над уровнем моря. Наибольшая глубина — 88 м.
Воды озера используются местной гидроэлектростанцией Åbjøra.
В 1930 году территория площадью 35 км² между озёрами Хелин и Сюннин была объявлена ботаническим заповедником. Сейчас он называется Хелин плантепарк (Helin plantepark).
Рыбалка разрешена в период с 1 января по 15 августа.